# Central Plaza
Der Central Plaza (chinesisch 中環廣場 / 中环广场, Pinyin Zhōnghuán Guǎngchǎng, Jyutping Zung1waan4 Gwong2coeng4) an der Harbour Road im Hongkonger Stadtteil Wan Chai North ist mit 374 Metern und 78 Stockwerken momentan das dritthöchste Gebäude Hongkongs nach dem International Commerce Centre (484 Meter) und dem Two International Finance Centre (412 Meter).

## Beschreibung
Das Hochhaus wurde in drei Phasen gebaut; die Stockwerke B3 bis 27 wurden bereits 1991 fertiggestellt, es folgten in der zweiten Phase die Stockwerke 28–45 bis Februar 1992 und schließlich die letzten 32 Stockwerke bis August 1992. Dabei war das Grundstück teurer als das Gebäude selbst. Bei seiner Eröffnung 1992 war es das höchste Gebäude Asiens, büßte seinen Titel aber 1996 bereits wieder ein, als der Shun Hing Square fertiggestellt wurde.
Nach den Terroranschlägen vom 11. September 2001 wurde das Skydeck im 46. Stock aus Sicherheitsgründen geschlossen. Mittlerweile ist es allerdings wieder frei zugänglich.
Im obersten Stock (75. Obergeschoss), der charakteristisch mit seinem pyramidalen Atrium aus dem Häusermeer hervorsticht, befindet sich die Sky City Church Hongkong – die höchstgelegene Kirche der Welt in einem Gebäude. Nachts wird das komplette Central Plaza mit bunten Neonlichtern angestrahlt.
Eine Zeit lang war der Central Plaza das höchste Gebäude der Welt mit einer puren Stahlbetonkonstruktion. Im Jahr 1997 wurde er jedoch vom 390 Meter hohen CITIC Plaza in Guangzhou übertroffen, der inzwischen seinerseits diesen Rang an den Trump International Hotel & Tower in Chicago abgeben musste (423 Meter, 2009 eröffnet).

## Galerie

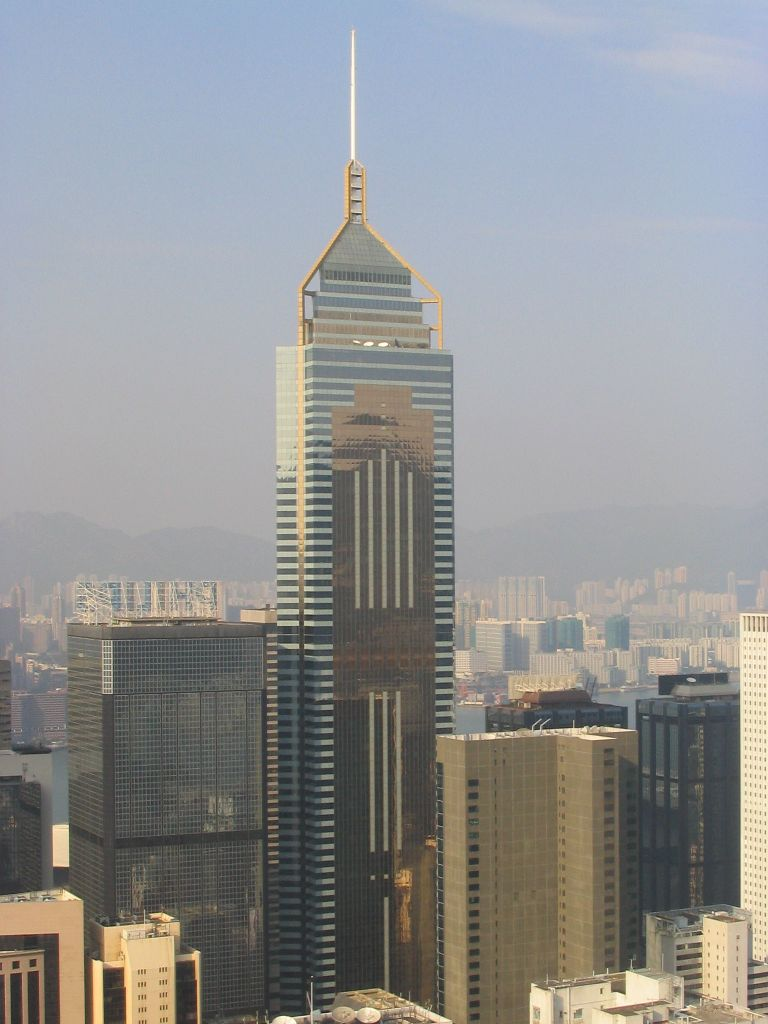
Central Plaza in Stadtkontext, 2006
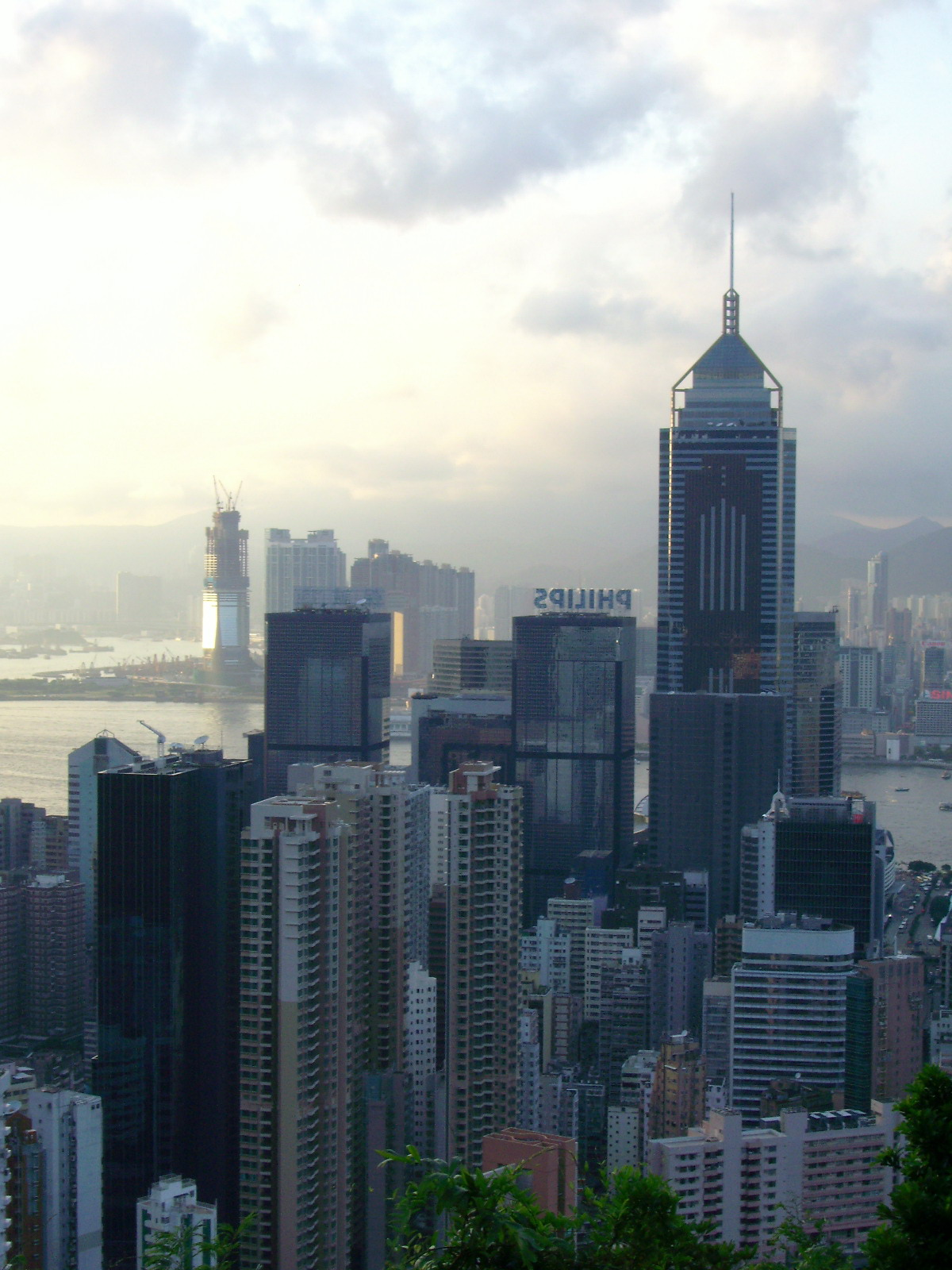
Central Plaza in Stadtkontext, 2007
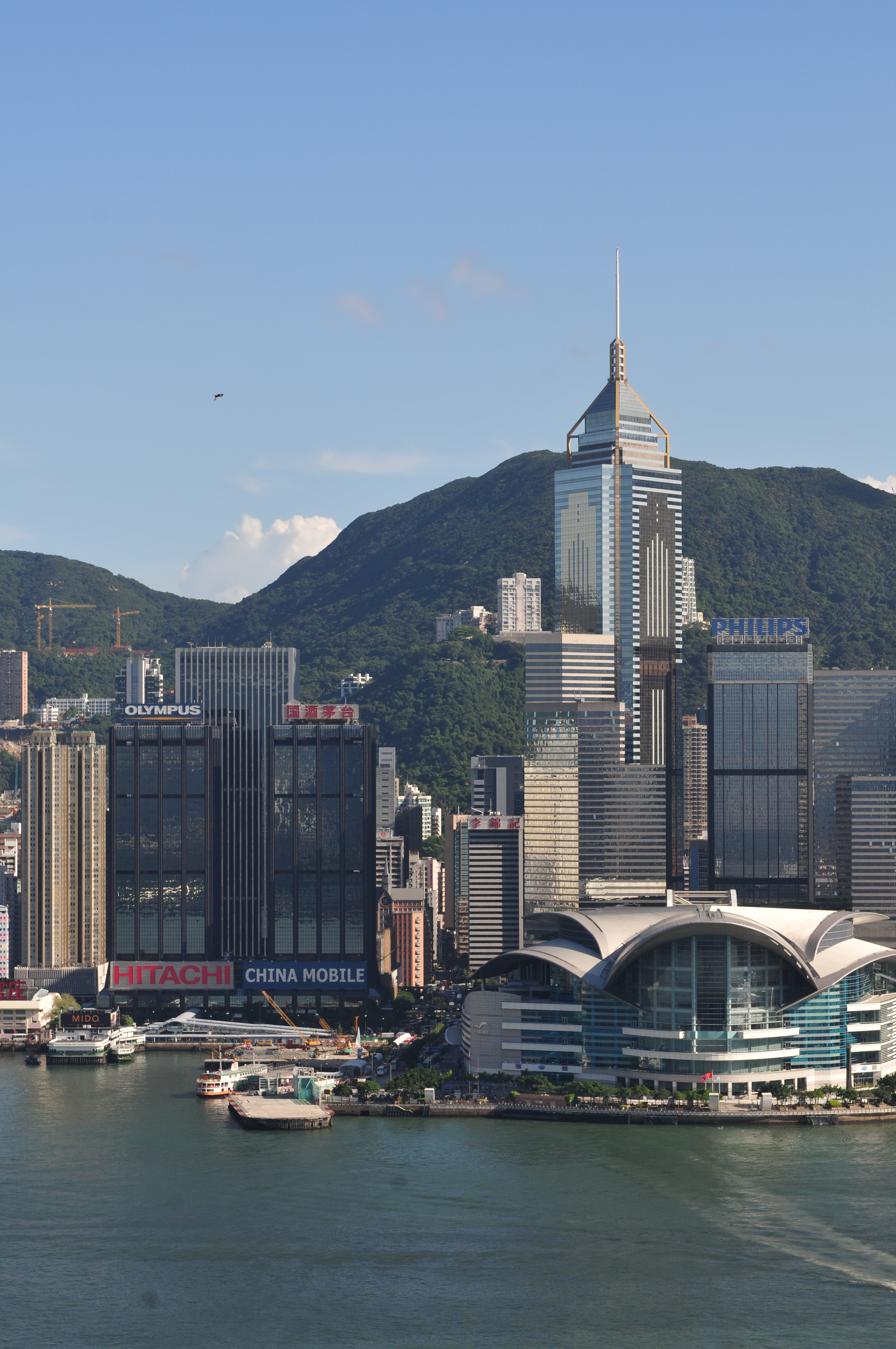
Central Plaza & HKCEC – Tag, 2013
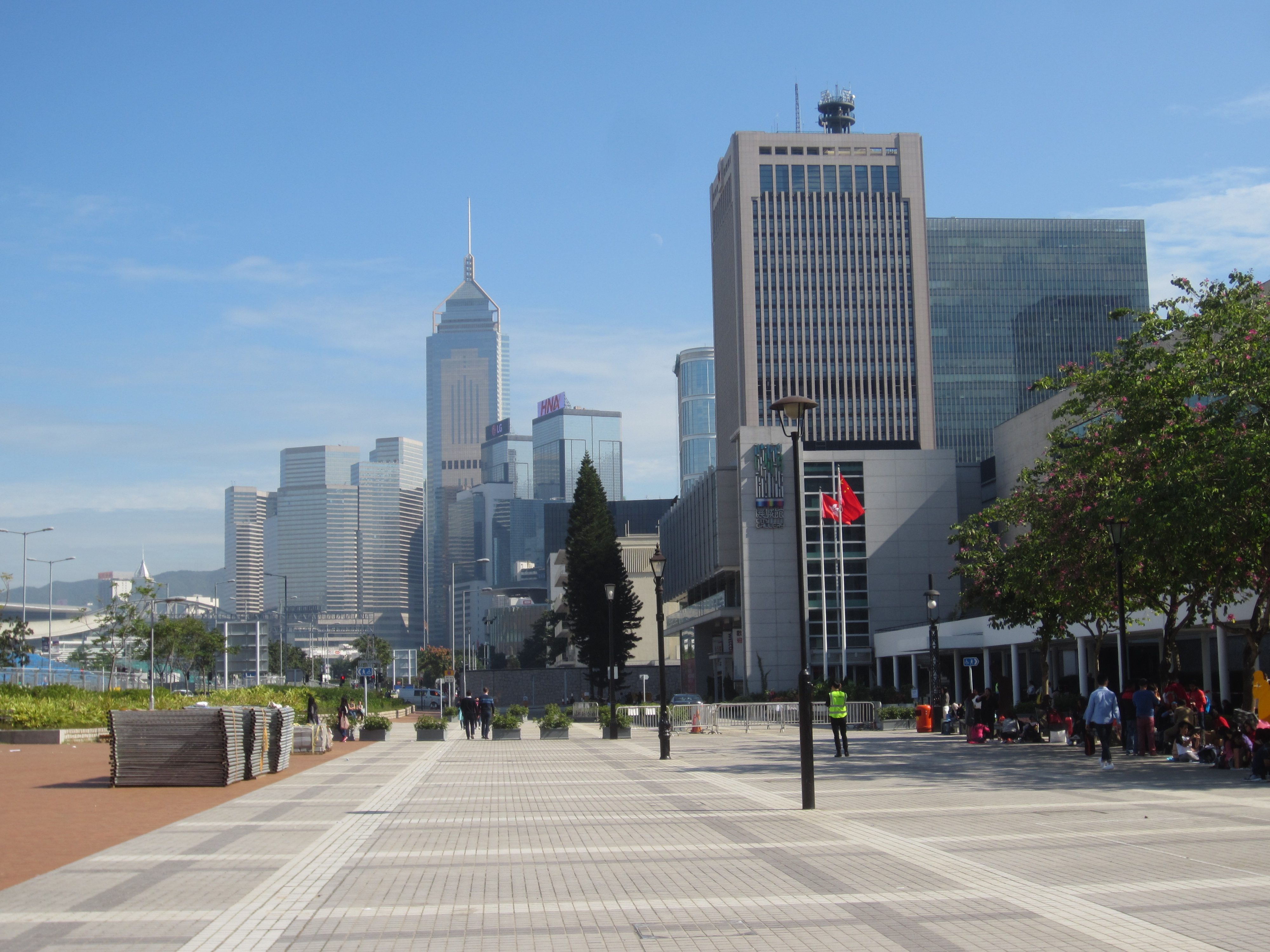
Central Plaza – Außenpanorama, 2017
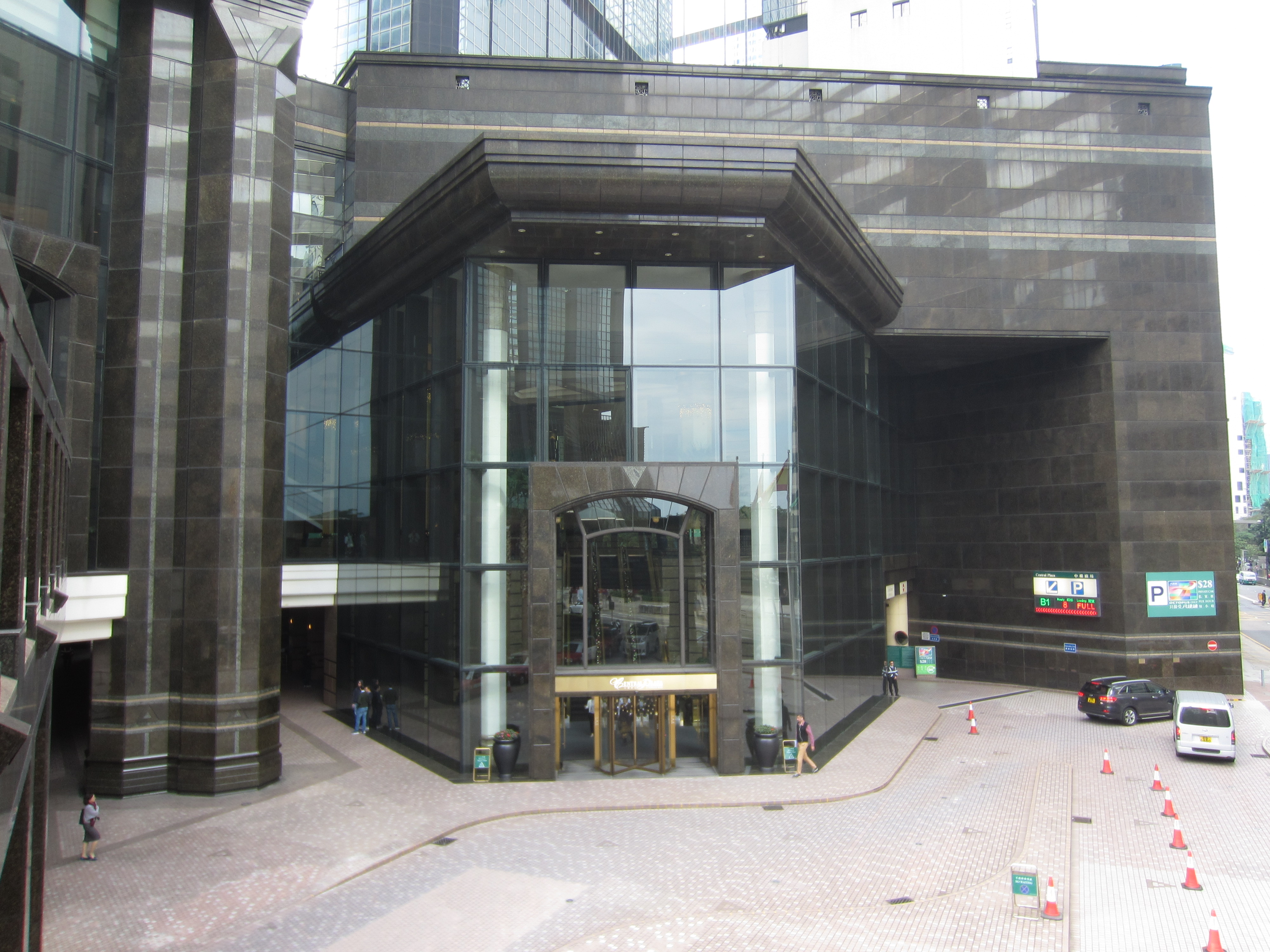
Central Plaza – Haupteingang, 2013
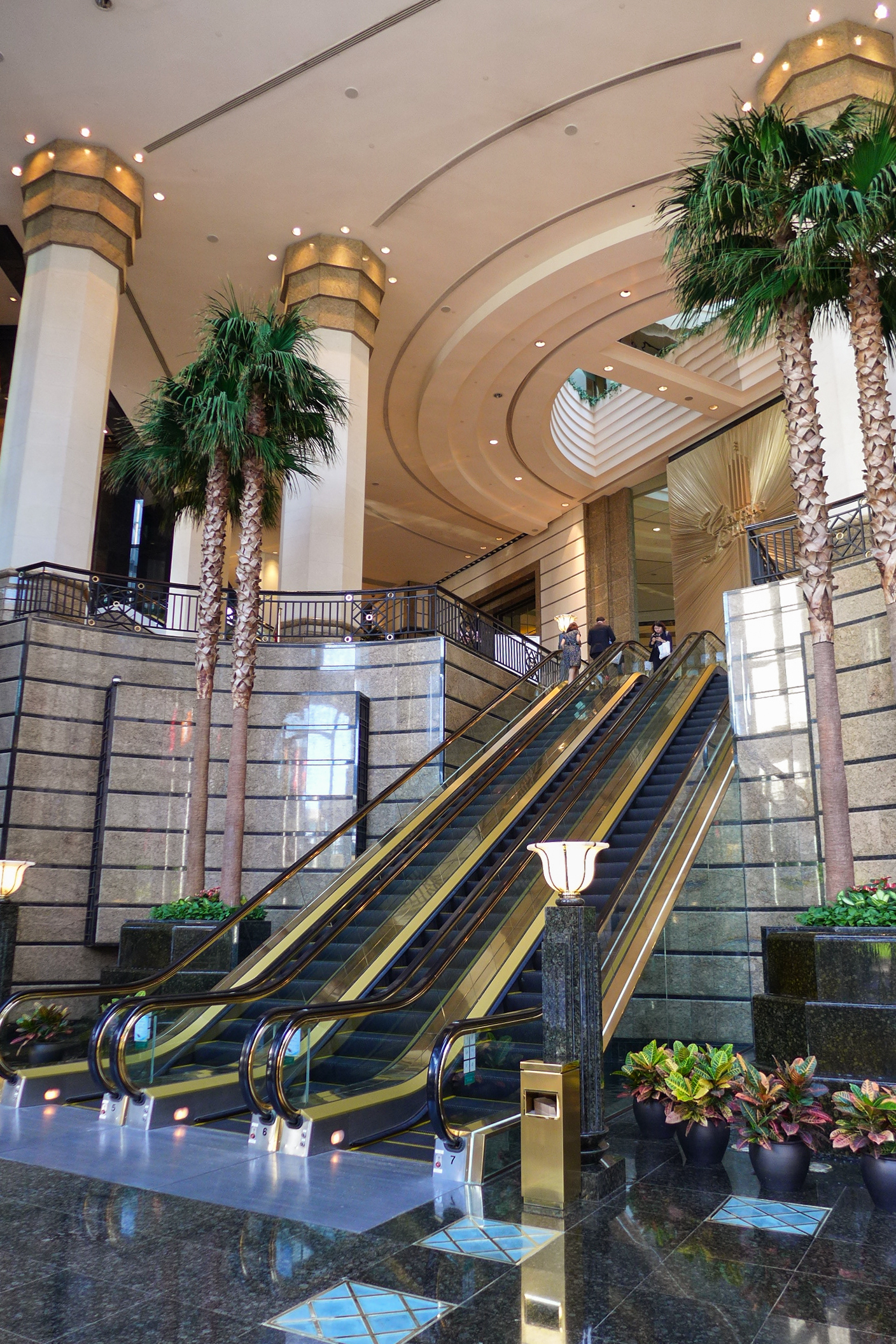
Central Plaza – Eingangslobby, 2014
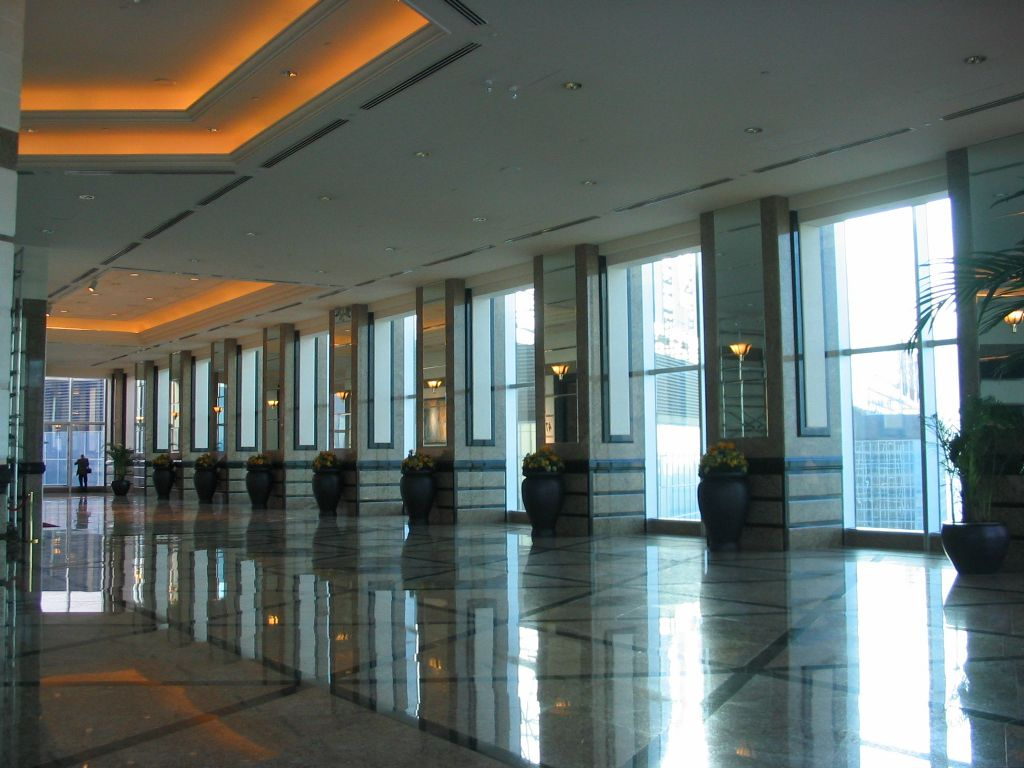
Central Plaza – Skydeck, 2006
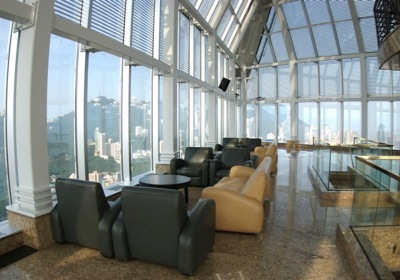
Central Plaza Sky Church Lounge, 2011
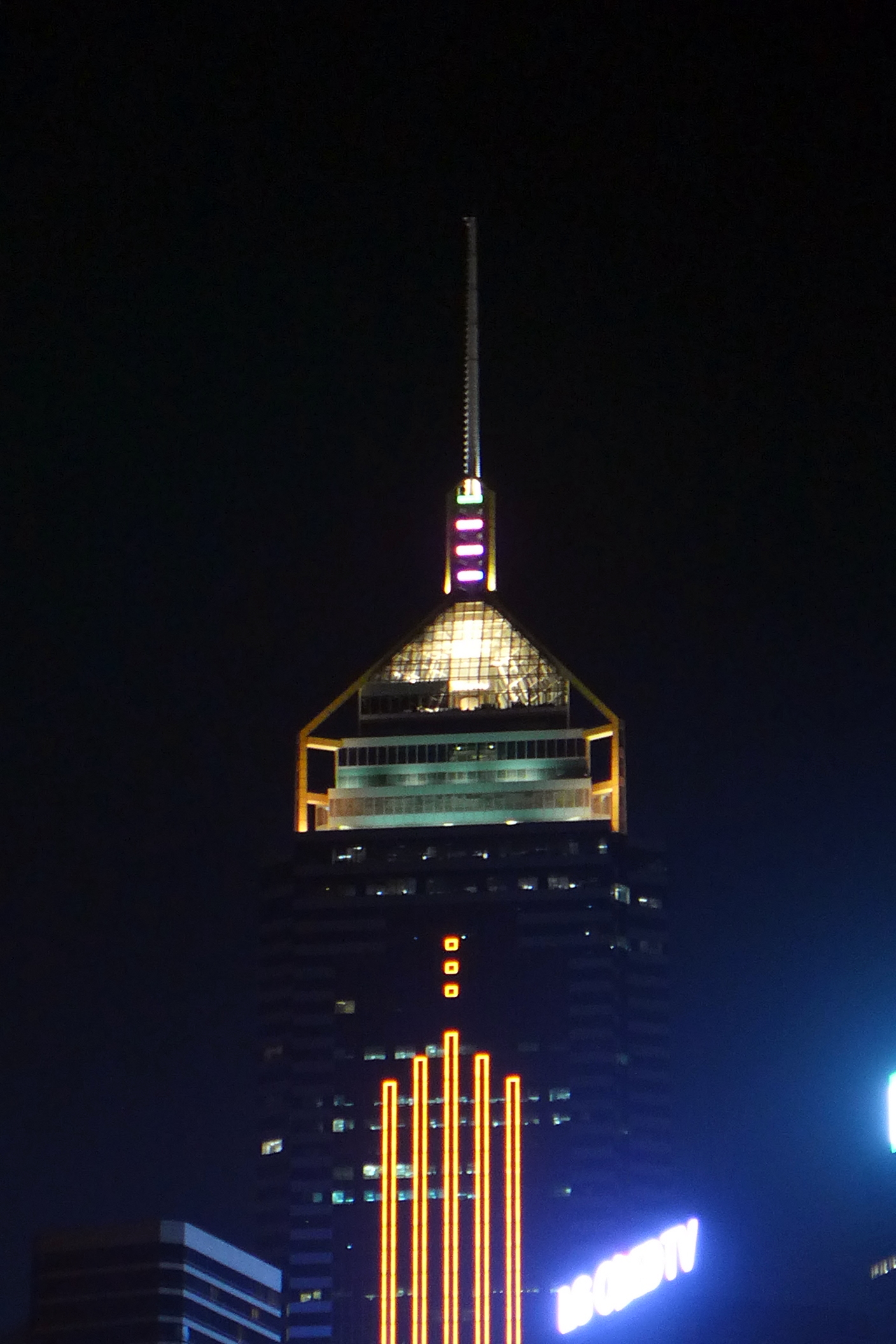
Central Plaza – Nacht, 2016